# Babice (Vysočina)
Babice (in tedesco Babitz) è un comune della Repubblica Ceca facente parte del distretto di Třebíč, nella regione di Vysočina.